# Lophoptera obliquilinea
Lophoptera obliquilinea är en fjärilsart som beskrevs av Louis Beethoven Prout 1928. Lophoptera obliquilinea ingår i släktet Lophoptera och familjen nattflyn. Inga underarter finns listade i Catalogue of Life.